# Augustin Marre
Augustin Marre OCSO (* 16. November 1853 in Goutrens, Département Aveyron; † 7. September 1927 in Dijon) war ein französischer römisch-katholischer Erzbischof, Trappist, Abt und Generalabt.

## Leben und Werk
Auguste Marre trat 1872 in die Trappistenabtei Désert ein und nahm den Ordensnamen Augustin an. 1876 ging er als Novize mit zur Wiederbesiedelung des Klosters Igny. 1877 zum Priester geweiht, wurde er (nach der Feierlichen Profess 1879) 1881 Prior und 1886 Abt von Igny. Daneben saß er seit 1881 im Stadtrat der Gemeinde Arcis-le-Ponsart, Département Marne. 1900 wurde er zum Bischof geweiht; er diente unter Kardinal Benoît-Marie Langénieux als Weihbischof des Erzbistums Reims; er erhielt bei der Weihe das Constantia in Arabia. Von 1904 bis 1922 war Marre (in der Nachfolge von Sébastien Wyart) der zweite Generalabt der Zisterzienser der strengeren Observanz (Trappisten) und Abt von Kloster Cîteaux (mit Amtssitz in Rom). Nach seinem Rücktritt war er bis zu seinem (bei einer Operation erfolgten) Tod Titularerzbischof von Melitene. Sein Grab ist in Cîteaux.

## Von Marre approbierte Werke
- Processionale cisterciense, auctoritate Augustini Marre editum, Westmalle, Typographia Ordinis Cisterciensium Strictioris Observantiae, 1908.
- Hymnarium Cisterciense, auctoritate Augustini Marre editum, Rom, 1909.
- Kalendarium cisterciense seu martyrologium sacri ordinis cisterciensis, auctoritate Augustini Marre editum, Westmalle, Typographia Ordinis Cisterciensium Strictioris Observantiae, 1921.